# Tennessee (Illinois)
Pour les articles homonymes, voir Tennessee (homonymie).
Tennessee est un village du comté de McDonough dans l'Illinois, aux États-Unis,. Situé à l'est du comté, il est incorporé le 6 mars 1873.

## Démographie
Lors du recensement de 2010, le village comptait une population de 115 habitants. Elle est estimée, en 2016, à 110 habitants.

### Source de la traduction
- (en) Cet article est partiellement ou en totalité issu de l’article de Wikipédia en anglais intitulé « Tennessee, Illinois » (voir la liste des auteurs).